# 서울강덕초등학교
서울강덕초등학교는 대한민국 서울특별시 강동구 고덕동에 위치한 공립 초등학교이다.

## 학교 연혁
- 1987년 4월 6일 서울강덕국민학교 개교
- 1995년 5월 28일 다목적실 준공 개관식
- 1996년 3월 1일 현재 교명으로 변경
- 1997년 3월 10일 학교 급식실 개관 및 급식 실시
- 1999년 9월 27일 도서실 개관
- 2001년 3월 16일 병설유치원 개원
- 2004년 1월 10일 과학실험실 현대화 사업
- 2007년 4월 1일 원어민 영어실 개관
- 2008년 7월 10일 체조부 창단식
- 2008년 10월 16일 도서실, 방송실, 보건실 개관
- 2008년 12월 10일 영어전용교실 개관
- 2009년 9월 1일 학습자료지원센터 개관
- 2011년 10월 28일 교내 하이브리드 가로등 점등식
- 2012년 12월 3일 장애인편의시설(엘리베이터) 시공
- 2013년 3월 26일 운동장 들판길 조성
- 2013년 8월 16일 실과실 설치
- 2014년 11월 12일 강덕 예술제 실시
- 2016년 3월 1일 고덕주공2단지 아파트 재건축 공사에 따른 휴교(~2019.8.31)
- 2019년 9월 1일 재개교, 제10대 김옥자 교장 취임
- 2020년 1월 7일 제30회 졸업식(32명)
- 2020년 3월 2일 2020학년도 입학(215명) 및 진급(총39학급)
- 2020년 9월 1일 체육관 유리창 자동 개폐장치 완료, 도서관 책뜨락 개관
- 2020년 11월 2일 운동장 체육기구관리실과 분리수거장 완비, 체조관 개관
- 2020년 11월 11일 우리가 꿈꾸고 만드는 행복학교 가칭 '행복쉼터, 행복놀이터' 개소식

## 참고 자료
- 서울강덕초등학교 - 한국교육학술정보원 학교알리미